# Abraham Hirsch

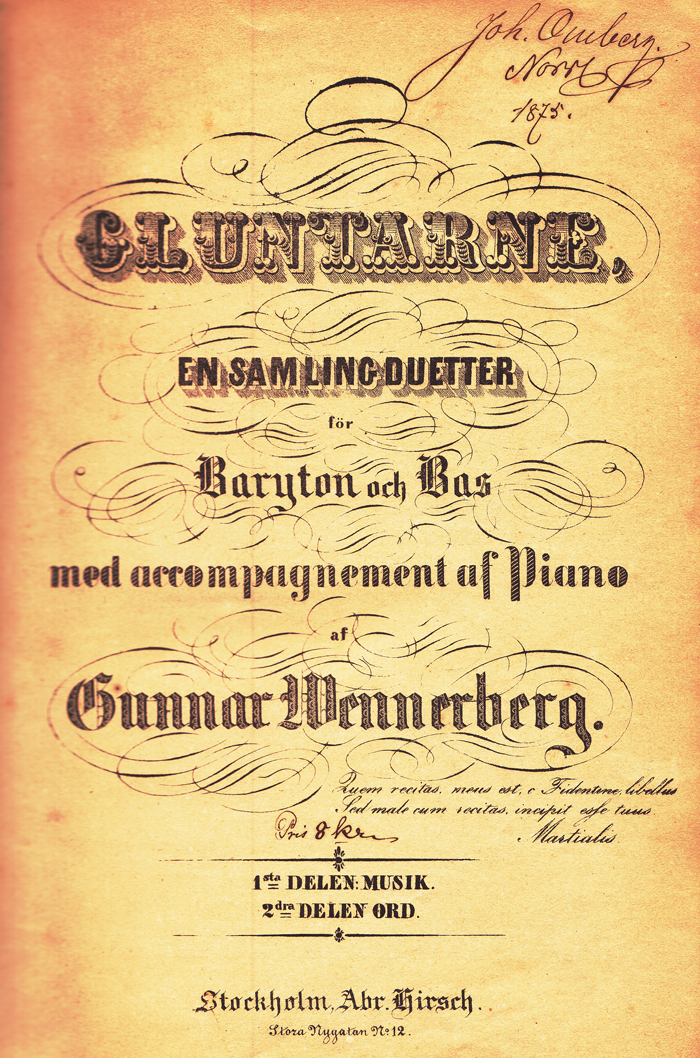
Een van de uitgaven van Abraham Hirsch

Abraham Hirsch (Stockholm 16 augustus 1815 – aldaar 23 februari 1900) was een Zweeds muziekuitgever, politicus en zakenman.
Hirsch was een van de negen kinderen binnen het huwelijk van Isaac David Hirsch en Juliana Lazarus. Abrahams grootvader David Hirsch emigreerde in 1792 vanuit Strelitz-Alt naar Zweden en opende daar een katoendrukkerij. In 1821 werd de familie genaturaliseerd. Zijn zuster Sophie huwde muziekuitgever Adolf Bonnier. Hirsch huwde in 1848 Pauline Meyerson (3 juli 1827-23 september 1908) en uit dat huwelijk kwamen acht kinderen, waaronder dochter Hanna Pauli, een bekend kunstschilder in Zweden.
In 1831 nam Abraham als zestienjarig de leiding over van de Musikhandlung Stockholms Östergrenska muziek- en boekhandel. Die firma was actief als uitgeverij, bibliotheek op het gebied van muziek, voorts handelde ze in muziekinstrumenten. In 1837 nam Abraham de uitgeverij over en opende een jaar later de afdeling lithografische druk. De instrumententak werd verzelfstandigd en Hirsch ging alleen verder als uitgeverij. In 1843 was Hirsch een van de oprichters van de Zweedse Uitgevers Vereniging. Rond die tijd bracht hij ook het weekblad Stockholm Musik-tidning uit.
Hij was in 1859 betrokken bij de oprichting van Musikaliska konstföreningen, die ervoor zorgde dat de toenmalige Zweedse moderne muziek toch werd uitgegeven, ook al kwamen daar onvoldoende inkomsten uit. In 1864 startte hij vanuit zijn vestiging Stora Nygatan 12 een muziekopleiding en in 1868 ontving hij daarvoor en zijn werk voor het Stockholms conservatorium de Orde van Vasa. Van 1869 tot 1876 was hij de baas/eigenaar bij het liberale dagblad Aftonbladet. Voorts was hij voor vele jaren raadslid voor de gemeente Stockholm.
In zijn hoedanigheid als uitgever bracht hij voornamelijk werken uit van Zweedse componisten, maar ook componisten uit andere Scandinavische landen konden bij hem terecht. Er verschenen uitgaven van onder meer Isidor Dannström, Ivar Hallström, Jacob Axel Josephson, Adolf Frederik Lindblad, August Söderman, Emil Sjögren, Agathe Backer-Grøndahl en Gunnar Wennerberg
In 1874 werd de uitgeverij overgenomen door Julius Bagge, maar Hirsch zonen Ivar Herman en Otto Joseph bleven bij de firma betrokken. 